# Municipio Irupana
Das Municipio Irupana (auch' "Villa de Lanza") liegt im Departamento La Paz im südamerikanischen Anden-Staat Bolivien.

## Lage im Nahraum
Das Municipio Irupana ist eines von fünf Municipios der Provinz Sud Yungas und liegt im südlichen Teil der Provinz. Es grenzt im Südwesten an die Provinz Murillo, im Süden an die Provinz Loayza, im Südosten an die Provinz Inquisivi, im Nordosten an das Municipio La Asunta, im Norden an das Municipio Chulumani und im Nordwesten an das Municipio Yanacachi.
Das Municipio hat 120 Ortschaften (localidades), der zentrale Ort des Municipios ist Irupana mit 1949 Einwohnern im zentralen Teil des Municipios. Die zweitgrößte Ortschaft in dem Municipio ist Chicaloma mit 768 Einwohnern. (Volkszählung 2012)

## Geographie
Das Municipio Irupana liegt in den bolivianischen Yungas an den Osthängen der Anden-Gebirgskette der Cordillera Real und reicht von einer Höhe von knapp 900 m im Tal des Río Tamampaya im Norden bis auf eine Höhe von mehr als 5000 m an den oberen Hängen des Illimani im Süden. Die Region weist ein ausgeprägtes Tageszeitenklima auf, bei der die Temperaturschwankungen zwischen Tag und Nacht stärker ausfallen als zwischen den Jahreszeiten.
Die mittlere Durchschnittstemperatur der Region liegt bei 19 °C, der Jahresniederschlag beträgt etwa 1150 mm (siehe Klimadiagramm Chulumani), die Monatsdurchschnittstemperaturen schwanken nur unwesentlich zwischen 17 °C im Juli und 21 °C im Dezember. Die Monatsniederschläge liegen zwischen etwa 20 mm in den Monaten Juni und Juli und mehr als 150 mm von Dezember bis Februar.

## Bevölkerung
Die Einwohnerzahl des Municipios Irupana ist zwischen 1992 und 2024 auf das Doppelte angestiegen:
| Jahr | Einwohner | Quelle       |
| ---- | --------- | ------------ |
| 1992 | 11.929    | Volkszählung |
| 2001 | 11.383    | Volkszählung |
| 2012 | 17.276    | Volkszählung |
| 2024 | 23.076    | Volkszählung |

Das Municipio hatte bei der letzten Volkszählung von 2024 eine Bevölkerungsdichte von 16,9 Einwohnern/km². Die Lebenserwartung der Neugeborenen lag im Jahr 2001 bei 61,6 Jahren, die Säuglingssterblichkeit ist von 5,1 Prozent (1992) auf 6,6 Prozent im Jahr 2001 gestiegen.
Der Alphabetisierungsgrad bei den über 19-Jährigen beträgt 80,0 Prozent, und zwar 88,3 Prozent bei Männern und 70,0 Prozent bei Frauen. (2001)
90,4 Prozent der Bevölkerung sprechen Spanisch, 56,4 Prozent sprechen Aymara, und 1,8 Prozent Quechua. (2001)
66,2 Prozent der Bevölkerung haben keinen Zugang zu Elektrizität, 67,3 Prozent leben ohne sanitäre Einrichtung. (2001)
82,9 Prozent der 3.624 Haushalte besitzen ein Radio, 23,9 Prozent einen Fernseher, 10,1 Prozent ein Fahrrad, 4,6 Prozent ein Motorrad, 3,8 Prozent ein Auto, 7,1 Prozent einen Kühlschrank, 0,7 Prozent ein Telefon. (2001)

## Politik
Ergebnis der Regionalwahlen (concejales del municipio) vom 4. April 2010:
| Wahl- berechtigte |  | Wahl- beteiligung | gültige Stimmen |  | MAS-IPSP | ADEP COCA | FPV    | UN    | M.P.S. |
| ----------------- |  | ----------------- | --------------- |  | -------- | --------- | ------ | ----- | ------ |
| 7.423             |  | 6.511             | 4.629           |  | 2.563    | 983       | 487    | 449   | 147    |
|                   |  | 87,7 %            | 71,1 %          |  | 55,4 %   | 21,2 %    | 10,5 % | 9,7 % | 3,2 %  |

Ergebnis der Regionalwahlen (elecciones de autoridades políticas) vom 7. März 2021:
| Wahl- berechtigte |  | Wahl- beteiligung | gültige Stimmen |  | MAS-IPSP | J.A.LLALLA.L.P. | PBCSP   | FPV     | MTS    | C-A    | PDC    |
| ----------------- |  | ----------------- | --------------- |  | -------- | --------------- | ------- | ------- | ------ | ------ | ------ |
| 11.757            |  | 10.433            | 8.635           |  | 3.478    | 2.028           | 1.161   | 1.037   | 239    | 159    | 159    |
|                   |  | 88,74 %           | 82,77 %         |  | 40,28 %  | 23,49 %         | 13,45 % | 12,01 % | 2,77 % | 1,84 % | 1,84 % |

## Gliederung
Das Municipio untergliederte sich bei der Volkszählung von 2012 in die folgenden sechs Kantone (cantones):
- 02-1102-01 Kanton Irupana 41 Ortschaften mit 5.059 Einwohnern – (2001: 4.465 Einwohner)
- 02-1102-02 Kanton Lambate 19 Ortschaften mit 5125 Einwohnern – (2001: 2.693 Einwohner)
- 02-1102-03 Kanton Laza 16 Ortschaften mit 1.513 Einwohnern – (2001: 800 Einwohner)
- 02-1102-04 Kanton Taca 10 Ortschaften mit 1.378 Einwohnern – (2001: 1.080 Einwohner)
- 02-1102-05 Kanton Chicaloma 15 Ortschaften mit 1.889 Einwohnern – (2001: 1.177 Einwohner)
- 02-1102-06 Kanton Victorio Lanza 19 Ortschaften mit 2.312 Einwohnern – (2001: 1.168 Einwohner)

## Ortschaften im Municipio Irupana
- Kanton Irupana
  - Irupana 1949 Einw. – La Plazuela 251 Einw.

- Kanton Lambate
  - Bolsa Negra 699 Einw. – Lambate 598 Einw. – Santa Rosa 517 Einw. – Chuñavi 451 Einw. – Bajo Ocobaya 442 Einw. – Iquico 356 Einw. – Totoral 322 Einw. – Tres Ríos 303 Einw. – Totora Pampa 301 Einw. – Chiltuhaya 289 Einw.

- Kanton Laza
  - Laza 158 Einw.

- Kanton Taca
  - Santiago de Taca 218 Einw. – Pariguaya 217 Einw. – Taca 180 Einw.

- Kanton Chicaloma
  - Chicaloma 768 Einw.

- Kanton Victorio Lanza
  - Victorio Lanza 76 Einw.